# Tony Maggs
Tony Maggs, južnoafriški dirkač Formule 1, * 9. februar 1937, Pretoria, Južnoafriška republika, † 2. junij 2009.
Tony Maggs je pokojni južnoafriški dirkač Formule 1. Debitiral je v sezoni 1961, ko je kot prvi južnoafriški dirkač nastopil na dveh dirkah Svetovnega prvenstva Formule 1, toda ni se mu uspelo uvrstiti med dobitnike točk. To mu je prvič uspelo na prvi dirki sezone 1962 za Veliko nagrado Nizozemske, ko je osvojil peto mesto. Poleg enega šestega mesta je v tej sezoni dosegel še drugo mesto na Veliki nagradi Francije in tretje mesto na domači dirki za Veliko nagrado Južne Afrike. Še tretja in zadnja uvrstitev na stopničke mu je uspela v naslednji sezoni 1963, ko je na Veliki nagradi Francije ponovil lanskoletno drugo mesto, ob tem pa je osvojil še peto in šesto mesto. V sezoni 1964 je nastopil na petih dirkah in osvojil četrto in šesto mesto, v sezoni 1965 pa je nastopil le na domači dirki za Veliko nagrado Južne Afrike in z enajstim mestom končal svojo kariero v Formuli 1. Umrl je leta 2009 v starosti dvainsedemdesetih let.

## Popolni rezultati Formule 1
(legenda) (odebeljene dirke pomenijo najboljši štartni položaj, poševne pa najhitrejši krog, †-uvrščen kljub odstopu)
| Leto | Moštvo              | Šasija     | Motor             | 1      | 2       | 3       | 4     | 5      | 6       | 7     | 8       | 9       | 10    | Prv | Toč |
| ---- | ------------------- | ---------- | ----------------- | ------ | ------- | ------- | ----- | ------ | ------- | ----- | ------- | ------- | ----- | --- | --- |
| 1961 | Louise Bryden-Brown | Lotus 18   | Climax Straight-4 | MON    | NIZ     | BEL     | FRA   | VB 13  | NEM 11  | ITA   | ZDA     |         |       | -   | 0   |
| 1962 | Cooper Car Company  | Cooper T55 | Climax Straight-4 | NIZ 5  | MON Ret |         |       |        | NEM 9   |       |         |         |       | 7.  | 13  |
| 1962 | Cooper Car Company  | Cooper T60 | Climax V8         |        |         | BEL Ret | FRA 2 | VB 6   |         | ITA 7 | ZDA 7   | JAR 3   |       | 7.  | 13  |
| 1963 | Cooper Car Company  | Cooper T66 | Climax V8         | MON 5  | BEL 7   | NIZ Ret | FRA 2 | VB 9   | NEM Ret | ITA 6 | ZDA Ret | MEH Ret | JAR 7 | 8.  | 9   |
| 1964 | Scuderia Centro Sud | BRM P57    | BRM V8            | MON    | NIZ DNS | BEL DNS | FRA   | VB Ret | NEM 6   | AVT 4 | ITA     | ZDA     | MEH   | 12. | 4   |
| 1965 | Reg Parnell Racing  | Lotus 25   | BRM V8            | JAR 11 | MON     | BEL     | FRA   | VB     | NIZ     | NEM   | ITA     | ZDA     | MEH   | -   | 0   |